# 210035 Jungli
210035 Jungli este un asteroid din centura principală de asteroizi.

## Descriere
210035 Jungli este un asteroid din centura principală de asteroizi. A fost descoperit pe 18 iulie 2006 la Observatorul Lulin de Hong Qin Lin și Ye Quan-Zhi. Asteroidul prezintă o orbită caracterizată de o semiaxă mare de 2,72 ua, o excentricitate de 0,07 și o înclinație de 6,8° în raport cu ecliptica.